# Santiago Charamoni
Santiago Nicolás Charamoni Ferreira, noto semplicemente come Santiago Charamoni (Tacuarembó, 28 gennaio 1994), è un ex calciatore uruguaiano, di ruolo attaccante.

## Caratteristiche tecniche
È un centravanti.

## Carriera

### Club
Cresciuto nel settore giovanile del Defensor Sporting, ha esordito in prima squadra il 15 settembre 2013 disputando l'incontro di Primera División Profesional vinto 1-0 contro il Fénix.

### Nazionale
Nel 2011 è stato finalista perdente dei Mondiali Under-17.